# Alindria decorsei
Alindria decorsei là một loài bọ cánh cứng trong họ Trogossitidae. Loài này được Léveillé miêu tả khoa học năm 1901.